# Жужоль, Жозеп Мария
Жозеп Мария Жужоль-и-Гиберт (кат. Josep Maria Jujol i Gibert; 16 сентября 1879, Таррагона — 1 мая 1949, Барселона) — каталонский архитектор и художник, один из ярких представителей каталонского модерна. Многие его работы выполнялись совместно с Антонио Гауди.

## Жизнь и творчество
Родился в семье учителя, директора школы. Детство будущего архитектора прошло в родной Таррагоне. В 1888 году семья переехала в городок Грасия, ставший со временем пригородом Барселоны. В 1896 году поступил в барселонскую Высшую школу архитектуры (Escola Tècnica Superior d’Arquitectura), которую возглавлял известный каталонский зодчий Льюис Доменек-и-Монтанер. В 1906 году Жужоль окончил в ней своё обучение, представив как дипломную работу свой проект термальных бань. Начиная с 1904 года работал в содружестве с Антонио Гауди. Среди их совместных работ такие известные сооружения, как Каса Мила, Каса-Батльо и Парк Гуэль. Сотрудничество Жужоля и Гауди окончилось лишь в 1926 году со смертью Антонио Гауди. С 1906 года Жужоль читает лекции по архитектуре в своей Школе архитектуры, а с 1923 года — также и в Технической школе Барселоны (Escuela Técnica de Oficios Artísticos). Во время Гражданской войны в Испании (1936—1939) убеждённый католик Жужоль был республиканским правительством лишён занимаемых постов, но затем на них восстановлен. В 1927 году Ж. М. Жужоль ступил в брак со своей двоюродной сестрой Терезой Гиберт Мозеллой.
Жужоль был известен также своей феноменальной памятью, и часто руководил реставрационными работами зданий в тех случаях, когда возникали проблемы с сохранностью первоначальных планов помещений. Использовал зачастую материалы, рассматриваемые многими как негодные либо бракованные — бутылками, стеклом, частями кукол, битой керамикой и т. п. Работал также как график, скульптор и дизайнер.

### Избранные сооружения в Барселоне
- Каса-Батльо (совместно с А.Гауди) (1906)
- Каса Мила (la Pedrera) (совместно с А.Гауди) (1908)
- Ворота Сан-Сальвадор (Torre Sansalvador, 1909—1915)
- Каса Маньяк (1911)
- Парк Гуэль (совместно с А.Гауди) (1911—1913)
- Здание фабрики Тальерс Маньяк (1916)
- Каса Планьельс (1923—1926)

### За пределами Барселоны
- Театр Обрер Патронат, Таррагона, 1908
- Ворота де ла Крю, Сан-Жоан-Деспи, (1913—1916)
- Каса Хименис, Таррагона (1914)
- Каса Бофаруль, Эль-Пальяресос, провинция Таррагона (1914—1931)
- Can Negre, Sant Joan Despí (1915—1926)
- Церковь Святого Сердца в Вистабелле, провинция Таррагона (1918—1924)
- Ворота Серра-Хаус, Сан-Жоан-Деспи (1921—1927)
- Церковь Монтсеррат, Монтферри, провинция Таррагона (1926—1999)

## Галерея

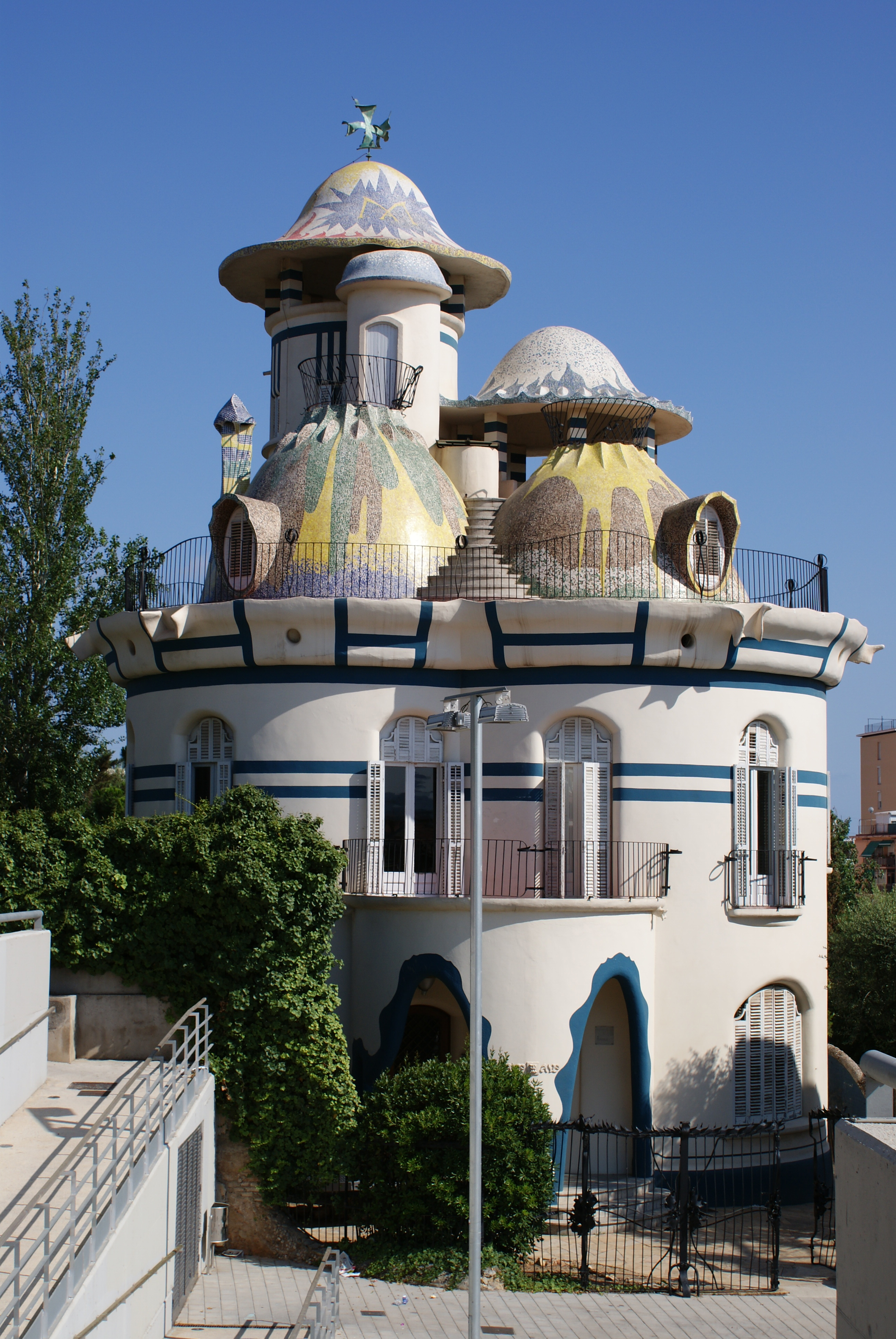
Торре-де-ла-Креу, Сан-Жоан-Деспи
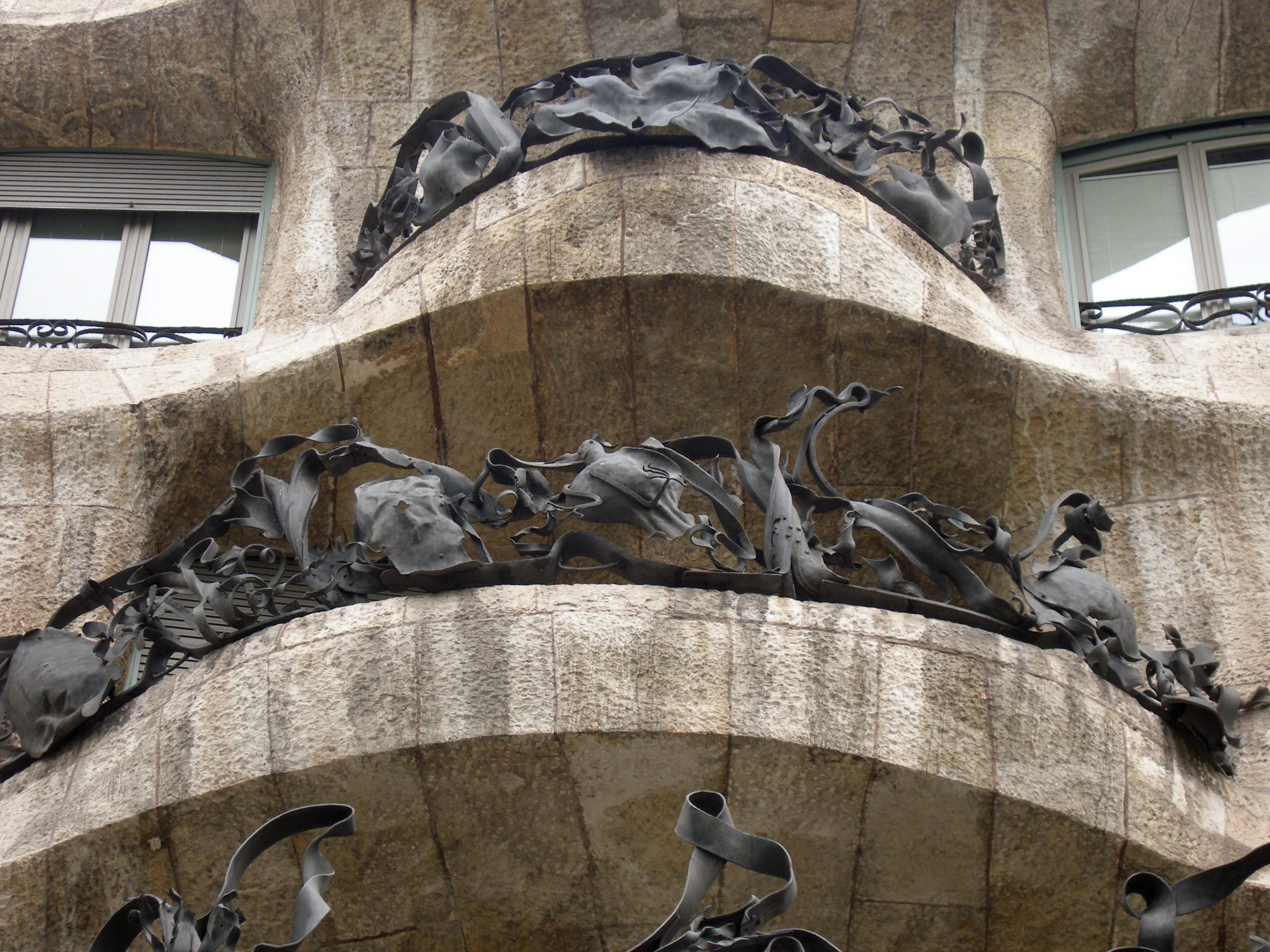
Кованые железные решётки в Каса Мила (Casa Milà)
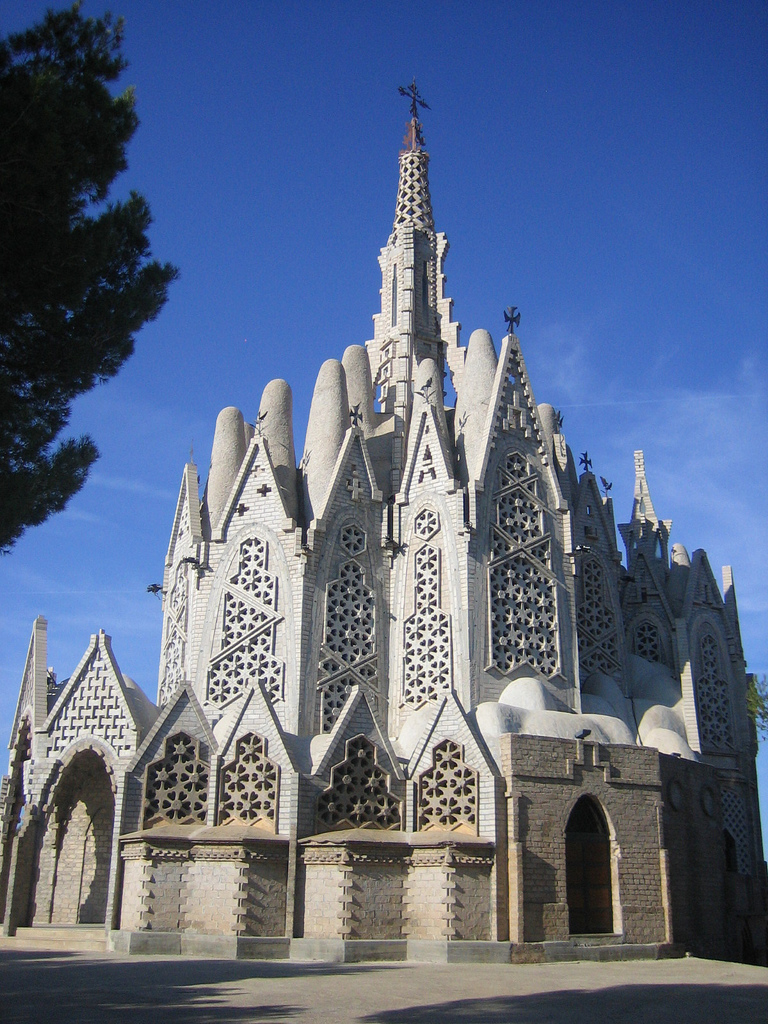
Церковь в Монтферри (1926-1999)
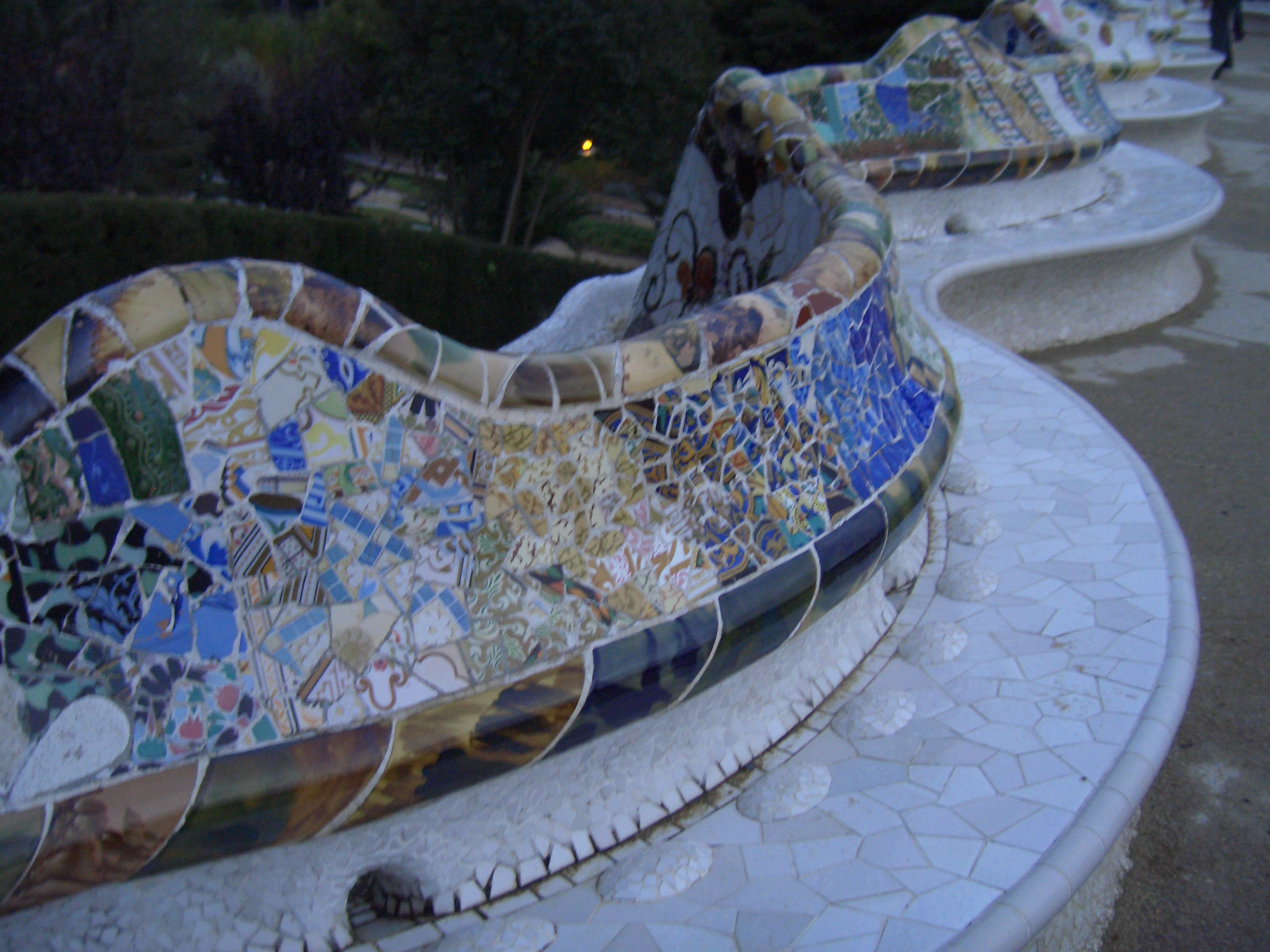
Мозаика работы Ж.М.Жужоля
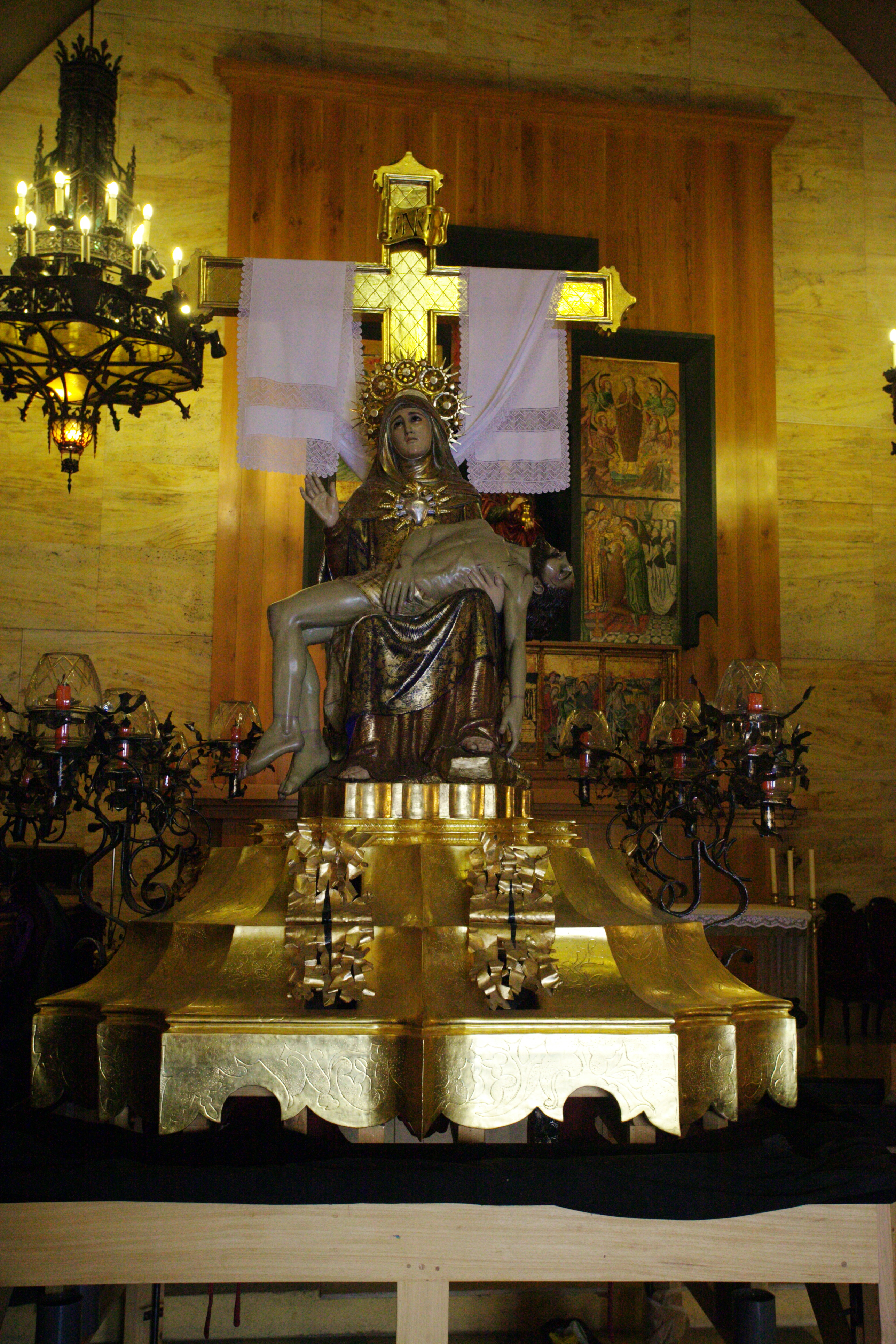
Церковь Сан-Лоренцо, Таррагона
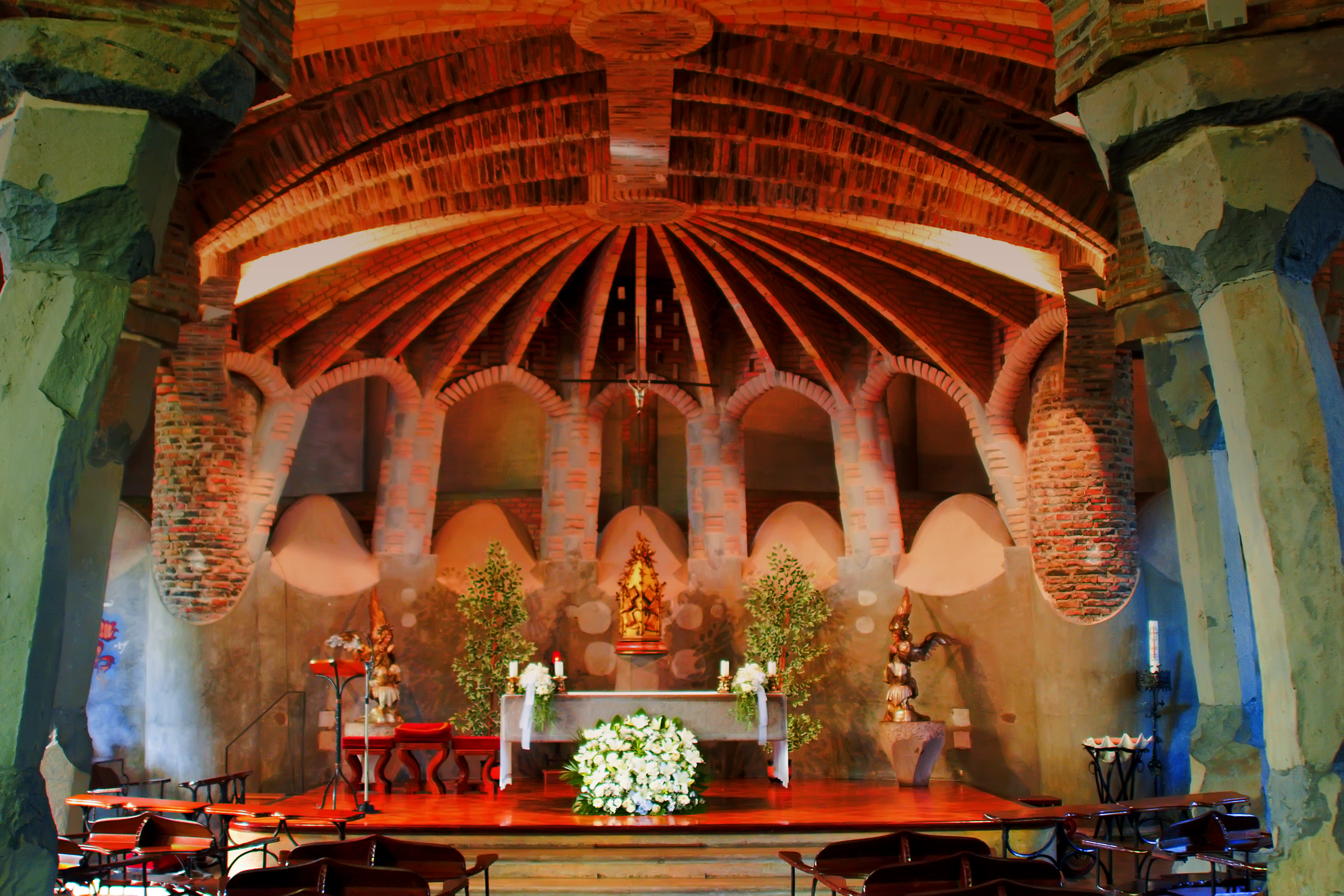
Крипта в Санта-Колома-де-Сервельо (Колония Гуэль)
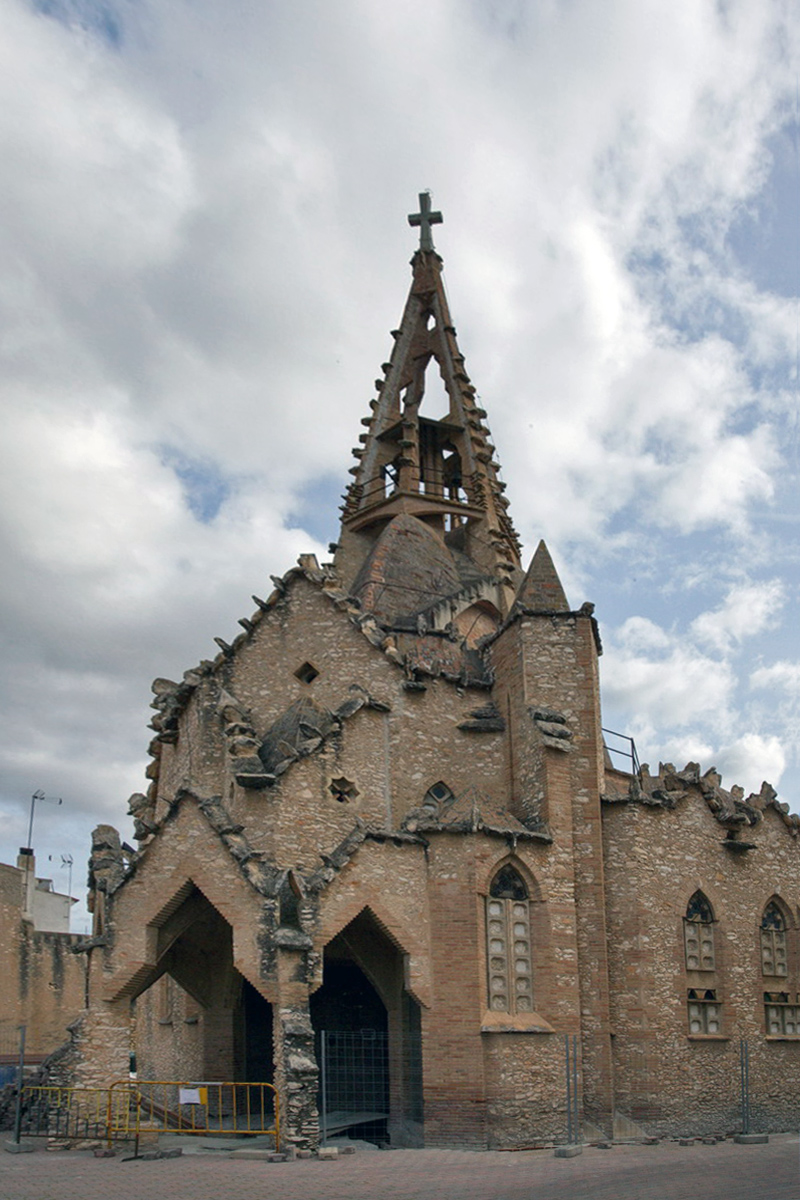
Церковь Святого Сердца в Вистабелла